# Fresh Sound Records
Fresh Sound Records  est un label discographique espagnol de jazz fondée en 1983 à Barcelone par Jordi Pujol.

## Histoire
En 1983, un ingénieur du textile barcelonais, Jordi Pujol, crée Fresh Sound Records qui se consacre au jazz West Coast et aux artistes de la côte Est similaires dans leurs recherches esthétiques, un style de jazz largement oublié et méconnu en Europe à cette époque. Le label réédite en 33 tours, avec les pochettes d'origine, de très nombreux albums issus des fonds de catalogue des majors RCA, Capitol, Atlantic, ABC-Paramount Records. Peu à peu le catalogue s'étend à des labels indépendants de l'époque, Andex, Bethlehem, Nocturne, Jazz:West, Liberty, Pacific.
Une deuxième étape est l'enregistrement, à partir de la fin des années 1980, de nouveaux disques par des musiciens West Coast encore vivants à l'époque. Depuis le label produit également des artistes actuels de jazz.
Dans les années 1990, l'entreprise étend ses activités à de jeunes artistes. Sous le sous-label Fresh Sound New Talents, elle a depuis publié des CD d'Ambrose Akinmusire, Seamus Blake/Kurt Rosenwinkel, Rebecca Martin, Brad Mehldau, Dave Liebman et le Lluís Vidal Trio, Chris Cheek, Sam Harris, Max Johnson, Vinny Golia, Maikel Vistel, John Raymond et Nat Su, ainsi que de musiciens de jazz espagnols comme Pablo Ablanedo, Omer Avital, Gorka Benítez, Albert Bover, Vardan Ovsepian, Eladio Reinón, Joan Monné, Mercedes Rossy et Perico Sambeat. Des enregistrements historiques du jazz à Barcelone sont également réédités par l'Orquesta Demon's Jazz.
Pour son catalogue d'artistes et ses rééditions, le label reçoit le Prix de la meilleure réédition ou du meilleur inédit 2012 de l'Académie française du jazz.

## Artistes
- Pablo Ablanedo
- David Ambrosio
- Reid Anderson
- Bruce Arkin
- Omer Avital
- Gorka Benitez
- Max Bennett (musicien)
- The Bad Plus
- Seamus Blake
- Albert Bover
- Marlon Browden
- Carme Canela
- Steve Cardenas (musicien)
- Chris Cheek
- Avishai Cohen (trompettiste)
- George Colligan
- Sonny Criss
- Alexis Cuadrado
- Ronnie Cuber
- Eli Degibri
- Daniel Freedman (musicien)
- Johnny Glasel
- Robert Glasper
- Joe Gordon (musicien)
- Phil Grenadier
- Lars Gullin
- Dick Hafer
- Amos Hoffman
- Ron Horton
- Ethan Iverson
- Michael Kanan
- Chris Lightcap
- Agnar Magnusson
- Rebecca Martin
- Nicole McCabe
- Bill McHenry
- Ryan Meagher
- Brad Mehldau
- Stéphane Mercier
- Paul Moer
- Pat Moran McCoy
- Lanny Morgan
- Simon Moullier
- Jack Nimitz
- Hod O'Brien
- Michael Oien
- Vardan Ovsepian
- Charles Owens (saxophoniste)
- Oscar Peñas
- Roberta Piket
- Noah Preminger
- Andrew Rathbun
- Matt Renzi
- Wajdi Riahi
- Pete Robbins
- Kurt Rosenwinkel
- Jorge Rossy
- Perico Sambeat
- Walter Smith III
- Grant Stewart (musicien)
- Frank Strazzeri
- Marcus Strickland
- Nat Su
- Ben Waltzer
- David Weiss (musicien)
- Sebastian Weiss
- Scott Wendholt
- Claude Williamson
- John Wright
- David Xirgu
- Miguel Zenón

## Notre et références
1. ↑  (en) Phil Dipietro, « Interview de Jordi Pujol », sur Allaboutjazz.com, 2004.
2. ↑  « Palmarès 2012 de l'Académie du Jazz », sur francetv.fr, 16 janvier 2013 (consulté le 3 février 2013).